# Knoopcomplement
In de knopentheorie, een deelgebied van de topologie, is het knoopcomplement van een tamme knoop {\displaystyle K} het complement van het inwendige van de inbedding van een vaste torus in de 3-sfeer. Deze vaste torus is een verdikte omgeving van {\displaystyle K}. Merk op dat het knoopcomplement een compacte 3-variëteit is met een begrenzing die homeomorf is aan een torus. Soms betekent een 'knoopcomplement' het complement in de 3-sfeer van een knoop, of dit nu een tamme knoop is of niet, in welk geval het knoopcomplement niet compact is.